# Недайводська сільська рада
Недайво́дська сільська́ ра́да — орган місцевого самоврядування у Криворізькому районі Дніпропетровської області. Адміністративний центр — село Недайвода.

## Загальні відомості
- Населення ради: 1 390 осіб (станом на 2001 рік)

## Населені пункти
Сільській раді підпорядковані населені пункти:
- с. Недайвода
- с. Зоря
- с. Тернуватка

## Склад ради
Рада складається з 16 депутатів та голови.
- Голова ради: Трюхан Людмила Василівна

### Керівний склад попередніх скликань
| Прізвище, ім'я, по батькові | Основні відомості                                                         | Дата обрання | Дата звільнення |
| --------------------------- | ------------------------------------------------------------------------- | ------------ | --------------- |
| Базунова Людмила Василівна  | Сільський голова, 1950 року народження, член Народної партії              | 26.03.2006   | 31.10.2010      |
| Трюхан Людмила Василівна    | Сільський голова, 1960 року народження, освіта вища, член Партії регіонів | 31.10.2010   |                 |

Примітка: таблиця складена за даними сайту Верховної Ради України

### Депутати
За результатами місцевих виборів 2010 року депутатами ради стали:

#### За суб'єктами висування
| Суб'єкт висування                                       | Кількість обраних депутатів | %    |
| ------------------------------------------------------- | --------------------------- | ---- |
| Партія регіонів                                         | 12                          | 75   |
| Політична партія Всеукраїнське об'єднання «Батьківщина» | 3                           | 18,8 |
| Самовисування                                           | 1                           | 6,3  |

#### За округами
| № округу                                                | Прізвище, ім'я, по батькові    | Дата визнання обраним | Освіта             | Партійна приналежність                        | Відомості про обраного депутата                                                         |
| ------------------------------------------------------- | ------------------------------ | --------------------- | ------------------ | --------------------------------------------- | --------------------------------------------------------------------------------------- |
| Партія регіонів                                         |                                |                       |                    |                                               |                                                                                         |
| 1                                                       | Великодна Людмила Леонідівна   | 09.01.2011            | вища               | член Партії регіонів                          | ПП «Босфор», головний бухгалтер                                                         |
| 2                                                       | Рибчич Ганна Іванівна          | 02.11.2010            | вища               | член Партії регіонів                          | пенсіонер                                                                               |
| 3                                                       | Довженко Наталія Володимирівна | 02.11.2010            | вища               | член Партії регіонів                          | Недайводська загальноосвітня школа-сад, вчитель географії                               |
| 4                                                       | Ляпота Галина Григорівна       | 02.11.2010            | середня спеціальна | член Партії регіонів                          | Недайводська амбулаторія, дільнична терапевтична медсестра                              |
| 5                                                       | Таран Любов Василівна          | 02.11.2010            | вища               | член Партії регіонів                          | Недайводська загальноосвітня школа-сад, вчитель початкових класів                       |
| 6                                                       | Боклаг Ольга Василівна         | 02.11.2010            | вища               | член Партії регіонів                          | Недайводська загальноосвітня школа-сад, заступник директора з навчально-виховної роботи |
| 9                                                       | Лисяк Світлана Василівна       | 02.11.2010            | середня спеціальна | член Партії регіонів                          | Недайводська амбулаторія, медична педіатрична медсестра                                 |
| 10                                                      | Сугак Наталія Миколаївна       | 02.11.2010            | середня спеціальна | член Партії регіонів                          | Недайводська сільська рада, бухгалтер                                                   |
| 11                                                      | Петраченков Андрій Михайлович  | 02.11.2010            | середня спеціальна | член Партії регіонів                          | Придніпровська залізниця ст. Саксагань, помічник складача вагонів                       |
| 12                                                      | Момот Наталя Анатоліївна       | 02.11.2010            | середня спеціальна | член Партії регіонів                          | Недайводська загальноосвітня школа-сад, кухар                                           |
| 13                                                      | Гузенко Юлія Григорівна        | 02.11.2010            | вища               | член Партії регіонів                          | Недайводська загальноосвітня школа-сад, вчитель зарубіжної літератури                   |
| 14                                                      | Потапюк Алла Василівна         | 02.11.2010            | середня спеціальна | член Партії регіонів                          | Недайводська сільська рада, землевпорядник                                              |
| Політична партія Всеукраїнське об'єднання «Батьківщина» |                                |                       |                    |                                               |                                                                                         |
| 7                                                       | Дьякова Світлана Вікторівна    | 02.11.2010            | середня спеціальна | член Всеукраїнського об'єднання «Батьківщина» | тимчасово не працює                                                                     |
| 8                                                       | Сіренко Олександр Іванович     | 02.11.2010            | вища               | член Всеукраїнського об'єднання «Батьківщина» | приватний підприємець                                                                   |
| 15                                                      | Цьок Павло Григорович          | 02.11.2010            | середня спеціальна | член Всеукраїнського об'єднання «Батьківщина» | тимчасово не працює                                                                     |
| Самовисування                                           |                                |                       |                    |                                               |                                                                                         |
| 16                                                      | Кривенко Анатолій Пилипович    | 02.11.2010            | вища               | позапартійний                                 | пенсіонер                                                                               |